# 辻野泰之
辻野 泰之（つじの やすゆき、1981年8月29日 - ）は、中央競馬（JRA）・栗東トレーニングセンター所属の厩務員・調教師（2021年3月開業）、角居勝彦厩舎元調教助手。

## 来歴
大阪府枚方市出身。中学生のころゲームの「ダービースタリオン」と漫画「みどりのマキバオー」で競馬に興味を持つ。
高校生時は京都競馬場乗馬センターに通い、卒業後は北海道・浦河町の吉澤ステーブルと千歳市の「社台ファーム」で経験を積む。
2005年1月にJRA競馬学校厩務員課程入学。
2006年10月から栗東・角居勝彦厩舎の厩務員となる。調教を専門に行う「攻め専」を務めた。角居厩舎の2頭のダービー馬ウオッカ・ロジャーバローズや、皐月賞馬サートゥルナーリア等に携わっている。
2020年度の調教師免許試験に合格。8回目の挑戦だった。
2021年3月より栗東トレーニングセンターで新規開業。同年2月末に解散となる角居勝彦厩舎から、2017年菊花賞の勝ち馬キセキ・2020年かしわ記念の勝ち馬ワイドファラオ等の有力馬を引き継ぐ。
2021年3月6日、小倉競馬第4Rグローブシアターで初出走（3着）。翌3月7日、中山競馬第12Rロイヤルバローズが1着となり初勝利を挙げた。
2021年8月15日、新潟競馬場で行われたGIII関屋記念を角居厩舎から引き継いだロータスランドで勝ち、重賞初勝利となった。

## 調教師成績
|            | 日付          | 競馬場・開催  | 競走名           | 馬名             | 頭数 | 人気 | 着順 |
| ---------- | ------------- | ------------- | ---------------- | ---------------- | ---- | ---- | ---- |
| 初出走     | 2021年3月6日  | 2回小倉7日4R  | 4歳以上障害OP    | グローブシアター | 14頭 | 4    | 3着  |
| 初勝利     | 2021年3月7日  | 2回中山4日12R | 4歳以上2勝クラス | ロイヤルバローズ | 16頭 | 1    | 1着  |
| 重賞初出走 | 2021年3月14日 | 2回中京2日11R | 金鯱賞           | キセキ           | 10頭 | 3    | 5着  |
| 重賞初勝利 | 2021年8月15日 | 4回新潟2日11R | 関屋記念         | ロータスランド   | 18頭 | 4    | 1着  |

## 主な管理馬
- ロータスランド（2021年関屋記念、2022年京都牝馬ステークス）
- キセキ（角居勝彦厩舎から転厩[13]）
- ワイドファラオ（角居勝彦厩舎から転厩[13]）
- ブラックムーン（西浦勝一厩舎から転厩[14]）
- カラテ（2022年新潟記念、2023年新潟大賞典）[15]（高橋祥泰厩舎から転厩[16]）
- ミクソロジー（2023年ダイヤモンドステークス）[17]
- マスクトディーヴァ（2023年ローズステークス、2024年阪神牝馬ステークス）
- レーゼドラマ（2025年フラワーカップ）[18]

## 主な厩舎スタッフ
- 高田建吾（調教助手。JRA騎手である高田潤の実兄）[19]